# Chata Polska

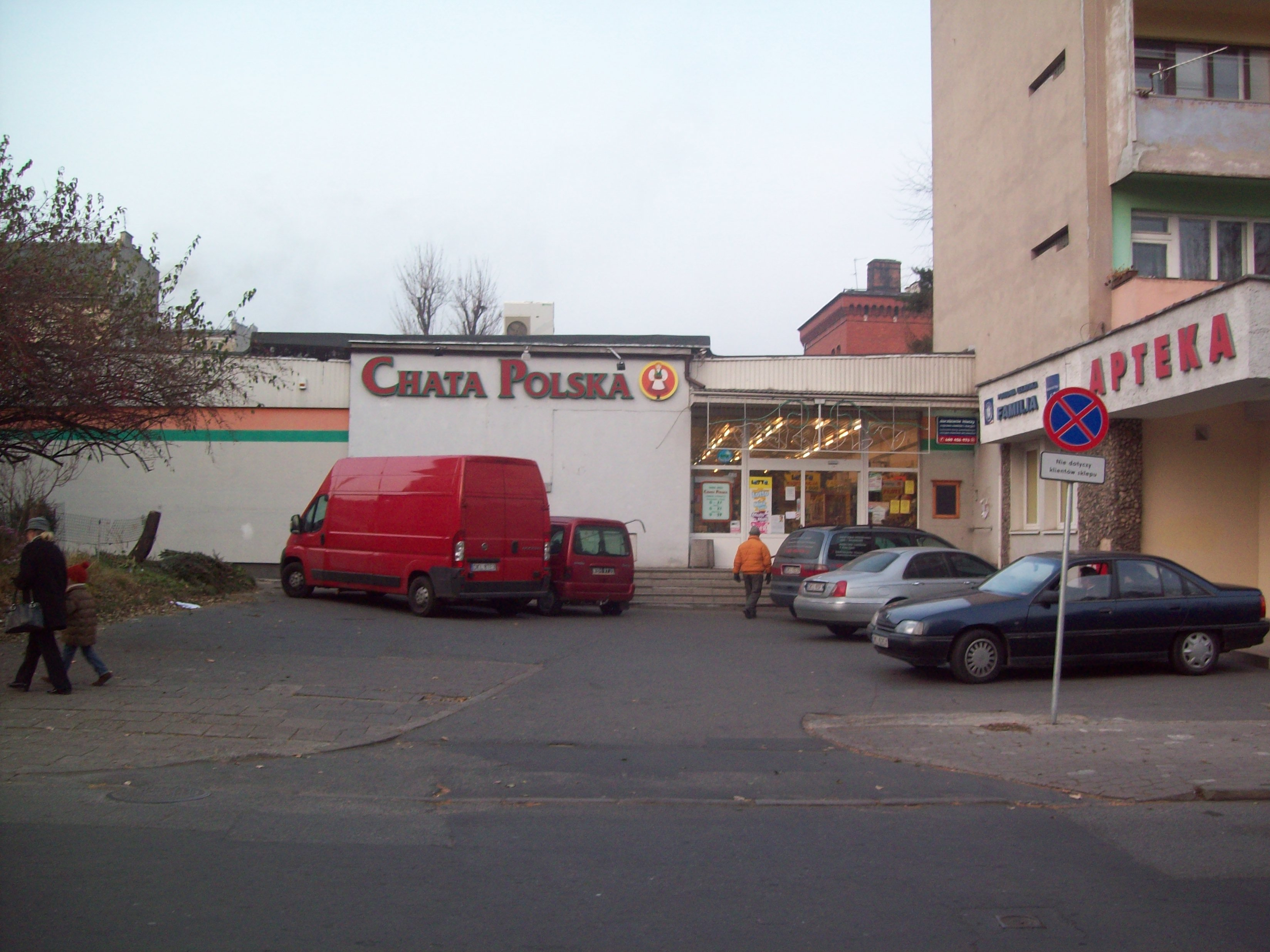
Chata Polska w Kłodzku

Chata Polska – sieć sklepów ogólnospożywczych o powierzchni powyżej 150 m², działających na zasadzie franczyzy. Rozwija się od 1997 roku. Oparta jest w 100% na kapitale polskim i skupia wyłącznie przedsiębiorców polskich.
Centrala sieci ma swoją siedzibę w Poznaniu. Aktualnie (marzec 2022) sieć posiada 334 sklepy na terenie siedmiu województw:
- dolnośląskiego (51 sklepów);
- kujawsko-pomorskiego (25 sklepów);
- lubuskiego (54 sklepy);
- łódzkiego (1 sklep);
- pomorskiego (1 sklep);
- wielkopolskiego (182 sklepy);
- zachodniopomorskiego (20 sklepów)[1].

Stale otwierane są nowe sklepy.
Według strony internetowej Chaty Polskiej specjalnością sieci są polskie lokalne produkty spożywcze oraz produkty regionalne. Strategię sieci określa hasło: „Blisko. Lokalnie. Naturalnie.” W jej ofercie są dwie marki własne: Spiżarnia Chaty oraz Dobra Nasza.
Sieć prowadzi także sprzedaż przez internet.